# Condado de Harrison (Iowa)
El condado de Harrison (en inglés: Harrison County, Iowa), fundado en 1851, es uno de los 99 condados del estado estadounidense de Iowa. En el año 2000 tenía una población de 15 666 habitantes con una densidad poblacional de 9 personas por km². La sede del condado es Logan.

## Geografía
Según la Oficina del Censo, el condado tiene un área total de 1816 km² (701,2 mi²), de la cual 1805 km² (696,9 mi²) es tierra y 10 km² (3,9 mi²) es agua.

### Condados adyacentes
- Condado de Monona norte
- Condado de Crawford noreste
- Condado de Shelby este
- Condado de Pottawattamie sur
- Condado de Washington, Nebraska suroeste
- Condado de Burt, Nebraska noroeste

## Demografía
En el 2000 la renta per cápita promedia del condado era de $38 141, y el ingreso promedio para una familia era de $44 586. El ingreso per cápita para el condado era de $17 662. En 2000 los hombres tenían un ingreso per cápita de $29 008 contra $21 680 para las mujeres. Alrededor del 7.10% de la población estaba bajo el umbral de pobreza nacional.
| 1900   | 1910   | 1920   | 1930   | 1940   | 1950   | 1960   | 1970   | 1980   | 1990   | 2000   |
| ------ | ------ | ------ | ------ | ------ | ------ | ------ | ------ | ------ | ------ | ------ |
| 25 597 | 23 162 | 24 488 | 24 897 | 22 767 | 19 560 | 17 600 | 16 240 | 16 348 | 14 730 | 15 666 |

## Lugares

### Ciudades y pueblos
- Dunlap
- Little Sioux
- Logan
- Magnolia
- Missouri Valley
- Modale
- Mondamin
- Persia
- Pisgah
- Woodbine

### Principales carreteras
- Interestatal 29
- U.S. Highway 30
- Carretera de Iowa 37
- Carretera de Iowa 44
- Carretera de Iowa 127
- Carretera de Iowa 183
- Carretera de Iowa 191